# Scheibe Bergfalke
Pour les articles homonymes, voir Scheibe.
Dimensions
Le Scheibe Bergfalke (faucon de montagne) est un planeur biplace allemand conçu par Egon Scheibe après la guerre sur la base de l' Akaflieg München Mü13 produit avant et pendant la guerre.

## Développement
Le prototype a volé le 5 août 1951 sous le nom d' Akaflieg München Mü13E Bergfalke I à la fin de l'année, Scheibe avait créé ses propres ateliers à l'aéroport de Munich-Riem pour y produire ce planeur sous le nom Bergfalke II . Il s’agissait d’un planeur à ailes médianes de conception classique doté d’un train d'atterrissage monoroue fixe d'un patin et d'une béquille de queue. Le fuselage est une structure en acier soudé entoilé. L'habitacle contenait deux sièges disposés en tandem. Les ailes avaient un seul longeron en bois et étaient recouvertes de contreplaqué.
Les versions ultérieures ont eu des ailes en flèche inverse, une verrière plus aérodynamique, des aérofreins et une roue de queue à la place de le béquille. En 1982, Scheibe en avait construit plus de 300 et Stark Ibérica avait construit plusieurs exemplaires de la version Bergfalke III sous licence en Espagne. Scheibe a également mis au point une version motorisée sous le nom de Bergfalke IVM  qui n’est pas entrée en production.
En 1976, deux motoplaneurs Bergfalke ont participé au sixième concours d'Allemagne de planeurs motorisés. Plus tard, l’un de ces avions a établi un record du monde sur triangle de 300 km.

## Variantes
Mü13E Bergfalke I
Prototype
Bergfalke II
Première version produite, 4° de flèche inverse sur les ailes 
Bergfalke II / 55
Skopil Bergfalke II / 55
Conversion en motoplaneur faite par Arnold Skopil d’ Aberdeen, Washington , États-Unis, en 1957,.
Bergfalke III
Verrière plus aérodynamique, gouvernail de direction et ailerons agrandis, aérofreins Schempp-Hirth, 2° de flèche inverse sur les ailes.
Bergfalke IV
Profil d'aile Wortmann avec une envergure supérieure de 60 cm.
Bergfalke IVM
Version motoplaneur avec moteur Hirth O-28 de 39 kW (52 ch) monté sur un pylône rétractable derrière le cockpit.

## Voir également
Planeurs d’utilisation, configuration et période comparables
- Schleicher ASK13